# 1836 au Bas-Canada
Cet article traite des événements survenus en 1836 au Bas-Canada. 

## Événements
- 17 novembre : publication du rapport Commission royale d'enquête sur tous les griefs affectant les sujets de Sa Majesté dans le Bas-Canada.
- Construction du Pont Lachapelle reliant l'Île de Montréal à l'Île Jésus (Laval).

## Naissances
- Ozro Baldwin : (marchand et homme politique). (décédé en 1911 au QUébec)
- 7 octobre : Henri-Elzéar Taschereau, juge.

## Décès
- 10 janvier : Adam Lymburner, marchand et politicien.
- 11 janvier : John Molson, homme d'affaires